# 平川元樹
平川 元樹（ひらかわ げんき、1996年7月8日 - ）は、北海道札幌市出身の元プロサッカー選手。ポジションは、フォワード（FW）。
元プロサッカー選手、サッカー解説者の平川弘は実父。

## 来歴
コンサドーレ札幌（現・北海道コンサドーレ札幌）のアカデミー出身。高校3年次の2014年、高円宮杯 JFA U-18サッカープレミアリーグ EASTで得点王となった。札幌U-18からトップチーム昇格は果たせず、日本体育大学へ進学した。
2019年より、いわてグルージャ盛岡へ加入した。
2021年シーズン終了後、契約満了を通告される。
同年12月10日、フクダ電子アリーナで行われたJリーグ合同トライアウトに出場したが移籍先は決まらず、
同年12月27日、現役引退が発表された。

## 所属クラブ
- コンサドーレ札幌U-12
- コンサドーレ札幌U-15
- コンサドーレ札幌U-18（北海道札幌東高等学校[9]）
- 日本体育大学
- 2019年 - 2021年  いわてグルージャ盛岡

## 個人成績
| 国内大会個人成績 | 国内大会個人成績 | 国内大会個人成績 | 国内大会個人成績 | 国内大会個人成績 | 国内大会個人成績 | 国内大会個人成績 | 国内大会個人成績 | 国内大会個人成績 | 国内大会個人成績 | 国内大会個人成績 | 国内大会個人成績 |
| 年度             | クラブ           | 背番号           | リーグ           | リーグ戦         | リーグ戦         | リーグ杯         | リーグ杯         | オープン杯       | オープン杯       | 期間通算         | 期間通算         |
| 年度             | クラブ           | 背番号           | リーグ           | 出場             | 得点             | 出場             | 得点             | 出場             | 得点             | 出場             | 得点             |
| 日本             | 日本             | 日本             | 日本             | リーグ戦         | リーグ戦         | リーグ杯         | リーグ杯         | 天皇杯           | 天皇杯           | 期間通算         | 期間通算         |
| ---------------- | ---------------- | ---------------- | ---------------- | ---------------- | ---------------- | ---------------- | ---------------- | ---------------- | ---------------- | ---------------- | ---------------- |
| 2019             | 岩手             | 16               | J3               | 7                | 0                | -                | -                | 0                | 0                | 7                | 0                |
| 2020             | 岩手             | 16               | J3               | 10               | 0                | -                | -                | -                | -                | 10               | 0                |
| 2021             | 岩手             | 16               | J3               | 1                | 0                | -                | -                | 1                | 0                | 2                | 0                |
| 通算             | 日本             | 日本             | J3               | 18               | 0                | -                | -                | 1                | 0                | 19               | 0                |
| 総通算           | 総通算           | 総通算           | 総通算           | 18               | 0                | -                | -                | 1                | 0                | 19               | 0                |

出場歴
- Jリーグ初出場 - 2019年3月10日 J3第1節 vsカマタマーレ讃岐（Pikaraスタジアム）